# Tofssparv
Tofssparv (Emberiza lathami) är en asiatisk fågelart inom familjen fältsparvar. Beståndet tros vara stabilt.

## Utseende
Tofssparven är en 17 centimeter lång karakteristisk fältsparv med tofs och kastanjebrunt på vinge och stjärt i alla dräkter. Hanen är stiligt blåsvart på huvud och kropp i Indien, längre österut mer brunsvart. Hona och ung hane är streckad på ovansidan och bröst. Stjärten saknar vitt hos båda könen.

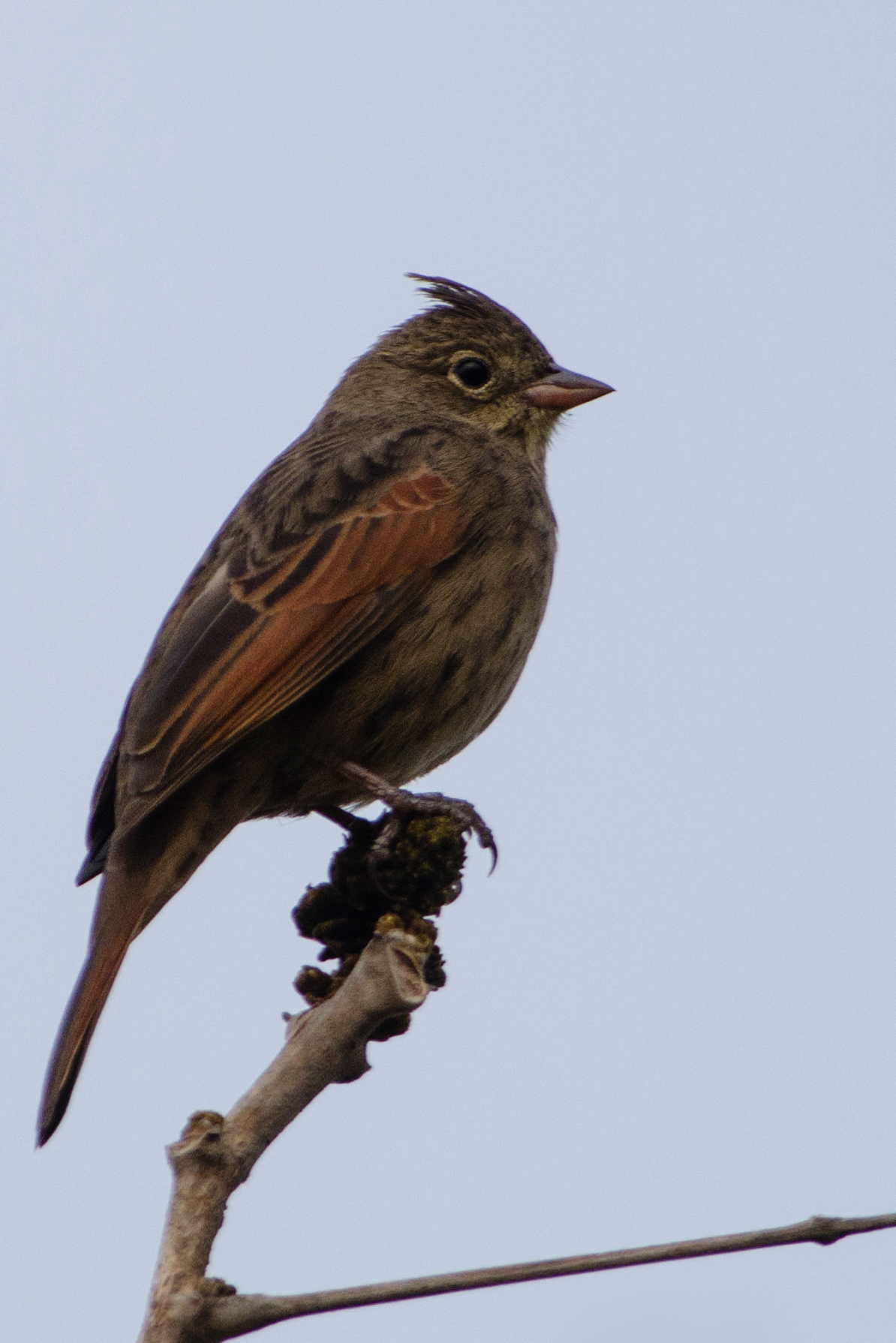

## Läte
Den korta sången inleds med några sträva toner och avslutas med mjuka visslingar. Lätet är ett hårt "chik".

## Utbredning och systematik
Arten återfinns i Pakistan, Indien, Nepal, Bhutan, Bangladesh, Kina, Tibet, Myanmar, Laos och Vietnam. Dess naturliga biotop är subtropiska eller tropiska torra låglänta gräsmarker men den återfinns som häckfågel på upp till 2400 meter. Merparten är stannfåglar men vissa populationer genomför säsongsvisa förflyttningar i höjdled. Den behandlas som monotypisk, det vill säga att den inte delas in i några underarter.

### Släktestillhörighet
Tidigare placerades den i det egna släktet Melophus men DNA-studier har visat att den är en del av släktet Emberiza, närmast släkt med svarthuvad sparv och stäppsparv. Den delas vanligtvis inte upp i några underarter.

## Status och hot
Arten har ett stort utbredningsområde och en stor population med stabil utveckling och tros inte vara utsatt för något substantiellt hot. Utifrån dessa kriterier kategoriserar internationella naturvårdsunionen IUCN arten som livskraftig (LC). Världspopulationen har inte uppskattats men den beskrivs som generellt ganska vanlig.

## Levnadssätt
Arten påträffas på torra klippiga och gräsklädda bergssluttningar, men även i terrasserat jordbruk. Den livnär sig huvudsakligen av olika sorters små gräsfrön, men har även setts fånga insekter i flykten.

## Namn
Fågelns vetenskapliga artnamn hedrar den engelske ornitologen John Latham (1740-1837).